# جيليان مان
جيليان مان (بالإنجليزية: Gillian Mann)‏ هي فنانة أسترالية، ولدت في 1939، وتوفيت في 29 ديسمبر 2007.